# سراسیمگی (زوال عقل)
سراسیمگی، آزردگی، آشفتگی یا بی‌قراری (به انگلیسی: Agitation) در پیش‌زوال عقل و زوال عقل یک عاطفه پریشانی است که سبب خلق و خوی ضعیف و اغلب پرخاشگری نسبت به افراد دیگر، مانند اعضای خانواده و دیگر مراقبان می‌شود. سراسیمگی اغلب بخشی از زوال عقل است و اغلب مقدم بر تشخیص اختلال‌های شناختی رایج مرتبط با سن مانند بیماری آلزایمر (AD) است. بیش از ۸۰ درصد از افرادی که به آلزایمر دچار می‌شوند، در نهایت سراسیمه یا پرخاشگر می‌شوند. سراسیمگی در زوال عقل با برانگیختگی روانی حرکتی همپوشانی دارد، اما بستگی به تعریفی که به کار می‌رود، همیشه با آن برابری نمی‌کند. اگرچه برخی از مقامات آنها را مترادف می‌دانند، برانگیختگی روانی-حرکتی بنا به تعریف ("-حرکتی") شامل حرکت‌های ناسازگار است، در حالی که سراسیمگی در حالت پیش‌زوال عقل و زوال عقل اغلب شامل پریشانی، ترس و پرخاشگری می‌شود، حتی زمانی که حرکت‌های بی‌هدف تکراری (مانند قدم زدن) وجود ندارد. . دیدگاه مترادف، کل موضوع را به عنوان یک طیف واحد می‌بیند که در آن حرکت‌های بی‌هدف تکراری ممکن است در زمان‌های مختلف ایجاد شوند یا نباشند، یا عقب‌نشینی کنند.

## ارزیابی
مهم است که پیش از آغاز هر مداخله، عفونت و دیگر علل محیطی سراسیمگی مانند بیماری یا دیگر ناراحتی‌های بدن را ردیابی کنید. اگر چنین توضیحی یافت نشد، حمایت از مراقبان و آموزش آنها دربارهٔ راهبردهای ساده‌ای مانند حواس‌پرتی که ممکن است انتقال به مراقبت‌های سازمانی را به تأخیر بیندازد (که اغلب با آغاز سراسیمگی ایجاد می‌شود) مهم است.